# Ernest Barberolle
Ernest Barberolle (París, 16 de octubre de 1861-Joinville-le-Pont, 5 de septiembre de 1948) fue un deportista francés que compitió en remo como timonel.
Participó en los Juegos Olímpicos de Amberes 1920, obteniendo una medalla de plata en la prueba de dos con timonel. Ganó dos medallas en el Campeonato Europeo de Remo, oro en 1920 y bronce en 1923.

## Palmarés internacional
| Juegos Olímpicos   | Juegos Olímpicos  | Juegos Olímpicos  | Juegos Olímpicos |
| Año                | Lugar             | Medalla           | Prueba           |
| ------------------ | ----------------- | ----------------- | ---------------- |
| 1920               | Amberes (Bélgica) | Medalla de plata  | Dos con timonel  |
| Campeonato Europeo |                   |                   |                  |
| Año                | Lugar             | Medalla           | Prueba           |
| 1920               | Mâcon (Francia)   | Medalla de oro    | Dos con timonel  |
| 1923               | Como (Italia)     | Medalla de bronce | Dos con timonel  |